# 중흥로 (포항시)
중흥로(Jungheung-ro)는 대한민국 경상북도 포항시 남구 상도동 한전앞에서 시작하여, 죽도동을 거쳐 오거리까지 연결하는 도로이다.

## 노선 경로

포항시외버스터미널

| 이름             | 접속 노선                       | 비고 |
| ---------------- | ------------------------------- | ---- |
| 한전앞           | 희망대로                        |      |
| (이름 없음)      | 중섬로                          |      |
| 사거리 명칭 미상 | 상대로                          |      |
| 5호광장사거리    | 포스코대로                      |      |
| (이름 없음)      | 양학천로                        |      |
| (이름 없음)      | 대해로                          |      |
| 죽도파출소앞     | 죽파로, 양학천로, 중앙로121번길 |      |
| 오거리           | 중앙로, 죽도로                  |      |

## 주요 건물 및 시설
- 포항우체국 - 경상북도 포항시 남구 중흥로 66
- 그랜드에비뉴 (홈플러스 포항점, CGV 포항점, 영풍문고 포항점) - 경상북도 포항시 남구 중흥로 77
- 포항시외버스터미널 - 경상북도 포항시 남구 중흥로 85
- 경북일보 본사 - 경상북도 포항시 남구 중흥로 93
- 한국산업은행 포항지점 - 경상북도 포항시 북구 중흥로 156
- 항도중학교 - 경상북도 포항시 북구 중흥로 170
- 한국은행 포항지사 - 경상북도 포항시 북구 중흥로 180
- 죽도초등학교 - 경상북도 포항시 북구 중흥로 195
- 포항고용지원센터 - 경상북도 포항시 북구 중흥로 221
- 죽도지구대 - 경상북도 포항시 북구 중흥로 280
- 굿모닝메디컬센터 - 경상북도 포항시 북구 중흥로 319
- 홈플러스 죽도점 - 경상북도 포항시 북구 중흥로 328

- 용정훼미리타운 - 경상북도 포항시 남구 중흥로58번길 15-7
- 동해보라미아파트 - 경상북도 포항시 남구 중흥로100번길 11-6
- 포항신흥초등학교 - 경상북도 포항시 남구 중흥로100번길 13
- 한국SGI 영일문화회관 - 경상북도 포항시 남구 중흥로101번길 15
- 칠성시장 - 경상북도 포항시 남구 중흥로139번길 14
- 대원죽도아파트 - 경상북도 포항시 북구 중흥로151번길 19
- 대잠초등학교 - 경상북도 포항시 북구 중흥로161번길 16
- 대명그랜드3차맨션아파트 - 경상북도 포항시 북구 중흥로213번길 9
- 신협아파트 - 경상북도 포항시 북구 중흥로214번길 13-6
- 미성아파트 - 경상북도 포항시 북구 중흥로225번길 13
- 대명그랜드2차아파트 - 경상북도 포항시 북구 중흥로225번길 30
- 대우아파트 - 경상북도 포항시 북구 중흥로241번길 24-10
- 백조아파트 - 경상북도 포항시 북구 중흥로255번길 7-20
- 진주아파트 - 경상북도 포항시 북구 중흥로255번길 10, 16
- 죽도종합상가 - 경상북도 포항시 북구 중흥로255번길 17
- 대명그랜드맨션1차아파트 - 경상북도 포항시 북구 중흥로255번길 26
- 뉴대원아파트 - 경상북도 포항시 북구 중흥로267번길 15-5
- 포항범죄피해자지원센터 - 경상북도 포항시 북구 중흥로321번길 14